# Fáklya (folyóirat, 1957–1989)
Fáklya a Szovjet–Magyar Baráti Társaság 1957 és 1989 között kéthetente megjelenő lapja. Kiadója kezdetben a Szovjetunió magyarországi Nagykövetsége, majd az SZMBT, 1961 októberétől a Novosztyi Sajtóügynökség (Агентство печати Новости) volt.
Az újság 1957. november 7-én jelent meg Szovjet Híradó címen. 1968 márciusában nevezték át Fáklyának. A lap beszámolt a Szovjetunió életéről, a magyar-szovjet kapcsolatokról, a KGST-n belül zajló nagyberuházásokról. Az újság cikkei érintették a kül-, a bel- és a gazdaságpolitikát, a kultúrát, a tudomány és a technika újdonságait, a sportot és a divatot.
Mellékletben közölték a szovjet állami és pártvezetés fontos megnyilvánulásait, beszédeit. 
Példányszáma 1957-ben 5100 volt, ami 1987-re elérte a 100 000-t. Előfizetőinek száma 1987-ben 66 160 volt.
Főszerkesztők
- Alekszej Korzin (1958–1969)
- Jurij Akimov (1969–1974)
- Nyikolaj Zabelkin (1975–1980)
- Jurij Akimov (1980–1985)
- Nyikolaj Zabelkin (1985–1989)